# Live at the Aquarius Theatre: The First Performance
Live at the Aquarius Theatre: The First Performance è album dal vivo dei Doors pubblicato nel 2001.

## Descrizione
Nel luglio 1969 l'Elektra registrò l'esibizione dei Doors per due serate all'Aquarius Theatre con l'intenzione di pubblicare un album live della band. I concerti si svolsero il 21 luglio 1969, il primo nel pomeriggio e l'altro la sera; il primo venne pubblicato in quest'album.

## Tracce

### Disco 1
1. Tuning - 1:09
2. Jim's Introduction - 0:54
3. Back Door Man (Howlin' Wolf, Dixon) - 5:38
4. Break On Through (To The Other Side) - 4:49
5. What Do We Do Next? - 0:18
6. Soul Kitchen - 4:44
7. You Make Me Real - 3:11
8. Tuning - 1:09
9. I Will Never Be Untrue - 3:50
10. The Crowd Humbly Requests - 0:59
11. When The Music's Over - 11:32
12. Universal Mind - 4:39
13. The Crowd Requests Their Favorites and Tuning - 1:20
14. Mystery Train/Crossroads (Parker, Phillips)/(Johnson) - 6:45
15. Build Me A Woman - 5:35

### Disco 2
1. Tuning - 0:37
2. Who Do You Love (False Start) (Bo Diddley) - 0:37
3. Who Do You Love (Bo Diddley) - 6:40
4. Light My Fire - 10:53
5. The Crowd Requests More - 1:15
6. The Celebration of the Lizard - 15:28

## Formazione
- Jim Morrison – voce
- Ray Manzarek – organo, pianoforte, tastiera, basso
- John Densmore – batteria
- Robby Krieger – chitarra